# Garraunbaun
Garraunbaun är ett berg i republiken Irland.   Det ligger i grevskapet County Cork och provinsen Munster, i den sydvästra delen av landet, 240 km sydväst om huvudstaden Dublin. Toppen på Garraunbaun är 246 meter över havet.
Terrängen runt Garraunbaun är platt åt sydost, men åt nordväst är den kuperad. Runt Garraunbaun är det ganska glesbefolkat, med 21 invånare per kvadratkilometer. Närmaste större samhälle är Castleisland, 15,7 km väster om Garraunbaun. Trakten runt Garraunbaun består i huvudsak av gräsmarker.